# Steven Bradbury
Steven John Bradbury (Sídney, 14 de octubre de 1973) formó parte de la selección australiana de patinaje de velocidad sobre pista corta con el que fue cuatro veces olímpico. Conocido por ganar la competición de 1000 metros en los Juegos Olímpicos de Salt Lake City 2002 después de que todos sus oponentes estuviesen involucrados en una caída en la última recta. Fue el primer australiano en ganar la medalla de oro en unos juegos olímpicos de invierno y formó parte del equipo que ganó la primera medalla en los juegos olímpicos para Australia (bronce en 1994).
Héroe nacional, nació en su Australia natal la expresión doing a Bradbury (hacer una Bradbury) para indicar una victoria accidentada o un éxito inesperado.

## Inicios
En 1991, Bradbury formó parte del cuarteto australiano que ganó los 5000 metros relevos en el Campeonato Mundial de Sídney. Fue la primera vez que Australia ganó un Campeonato Mundial en deportes de invierno.
El equipo australiano de patinaje de velocidad sobre pista corta fue a los Juegos Olímpicos de invierno de 1992 como campeones del mundo, sin embargo cayó en semifinales. Bradbury fue nombrado como reserva, tampoco fue seleccionado para ninguna prueba individual.
En 1994, el equipo australiano de relevos en el que se incluía Bradbury, ganó el bronce, la primera medalla para Australia en unos Juegos Olímpicos.
Bradbury fue seleccionado para las pruebas individuales de 500 y 1000 metros, en las que quedó octavo de 31 patinadores (eliminado en semifinales) y 24.ª de 31 respectivamente.
Durante el Campeonato Mundial de 1994 en Montreal, Bradbury sufrió un accidente con otro patinador en el que perdió cuatro litros de sangre, fueron requeridos 111 puntos de sutura y dieciocho meses de rehabilitación.
En las olimpiadas de 1998 también participó con su equipo sin éxito alguno, en las pruebas individuales de 500 y 1000 metros quedó 19.º y 21.º de 30 participantes respectivamente.

## Medalla de oro en Salt Lake City 2002
Bradbury es mundialmente conocido por su memorable medalla de oro en la prueba de Patinaje de velocidad sobre pista corta de 1000 metros en los Juegos Olímpicos de Salt Lake City 2002 debido a tres sucesos improbables.
Bradbury ganó su carrera de clasificación convincentemente, sin embargo, fue encuadrado en cuartos de final con Apolo Anton Ohno, el favorito del país anfitrión, y Marc Gagnon, canadiense que defendía el Campeonato Mundial. Solo los dos primeros en cada carrera (de cuatro participantes) alcanzarían las semifinales. Bradbury acabó tercero, pero la eliminación de Gagnon por obstrucción de otro corredor hizo pasar al australiano a semifinales.
Después de consultar al entrenador nacional Ann Zhang, dado que Bradbury era el más lento, la estrategia para la semifinal fue permanecer detrás de sus oponentes con la esperanza de que se cayeran. Acabó segundo (y por tanto clasificado para la final) después de que colisionasen dos oponentes.
En la final, Bradbury consiguió la primera medalla de Australia en los Juegos Olímpicos de Invierno de la historia siguiendo la misma estrategia. Todos sus competidores se cayeron en la última curva al luchar por la medalla de oro quince metros por delante de Bradbury. Este, se convirtió en la primera persona del hemisferio sur en ganar una prueba de las olimpiadas de invierno.
En una entrevista después de su victoria dijo, refiriéndose a su accidentada trayectoria: 

Obviamente no fui el patinador más rápido. No creo que deba coger esta medalla por el minuto y medio de la carrera que gané. La cogeré por la última década de trabajo duro

## Retirada
Bradbury se retiró después de las olimpiadas de 2002. Fue comentarista en los Juegos Olímpicos de Turín 2006 y en los de Vancouver 2010.
En 2005 fue concursante en la segunda edición de Bailando con estrellas.
En 26 de enero de 2007, Bradbury fue galardonado con la medalla Orden de Australia por su medalla olímpica.